# Nožek
Nožek je prekmurska ljudska pripovedka. Izraz ljudska pomeni, da se je prenašala iz roda v rod in njen avtor ni znan. Čas dogajanja je določen. Zapisal jo je Balaž Kociper.

## Vsebina
Oče si je v Beltincih na trgu kupil lep nožek. Prinesel ga je domov in tudi sinu je zelo ugajal. Nekega dne je šel oče na njivo, deček pa je skril nožek v žep in šel v gozd, da si naredi piščalko. Hodi po gošči in vidi hupkača, ki zleti iz votline nekega drevesa.
"Tu pa so maldi hupkači," se razveseli dečkec in spleza na drevo do luknje. Ker pa je bila luknja premajhna in ni mogel seči vanjo, je vzel nožek in začel večati luknjo. Reže, reže, nenadoma pa mu nožek pade v luknjo. 
Kaj pa sedaj? Ni si upal domov in  odločil se je, da gre po svetu. Gre, gre in zvečer pride do velikega soda. Da bi prenočil, zleze v sod. Okrog polnoči, verjemite ali ne, je prišlo k tistemu sodu dvanajst volkov. Dečkec seže z roko iz soda, pograbi prvega volka za rep in reče: "Vleci!"
Volk se je prestrašil in bežal in vlekel za seboj dečka v sodu. Pritekla sta v tisto deželo, kjer nožki rastejo kar na drevesih. Dečkec jih je trgal z dreves in z njimi napolnil sod, toda volka ni izpustil, dokler ga ni s sodom vred privlekel do domačega praga.
Če bi ga dalje vlekel, bi vam tudi jaz še naprej lagal. 

## Zgradba
- Zasnova: oče kupi nožek
- Zaplet: deček vzame nožek
- Vrh: nožek pade v luknjo
- Razplet: volk pripelje dečka v deželo polno nožkov
- Razsnova: deček se vrne domov

Pripovedka je zgrajena iz dveh delov: iz okvirne pripovedi in uokvirjene zgodbe. V okvirnem delu izvemo okoliščine dogajanja, spoznamo glavnega junaka (deček), čas (nekega dne, zvečer, okrog polnoči) in kraj dogajanja (Beltinci, gozd, pravljična dežela). Ta del bi lahko bil resničen in traja vse do takrat, ko dečku pade nožek v luknjo. Dvom o verodostojnosti pripovedi se pojavi ob besedah: »verjemite ali ne ...«. Nastopi uokvirjena zgodba, domišljijska pripoved o sodu in dvanjastih volkovih. Zaključi se ob dečkovi vrnitvi na domači prag. Pravljica se konča z nenavadnim stavkom, ki potrjuje izmišljeno zgodbo. 

## Ljudske značilnosti
- Avtor ni znan
- Kratka pripovedka, izmišljena vsebina
- Pripovedovalec: tretjeosebni, vsevedni
- Književne osebe: niso imenovane (deček, oče, volk)
- Dogajalni čas: preteklik (nekega dne, zvečer, okrog polnoči)
- Dogajalni prostor: je določen (Beltinci, gozd, pravljična dežela)
- Slog: pomanjševalnice (nožek), ponavljanja (reže, reže; gre, gre)
- Pravljično število (12 volkov)
- Potovanje je postavljeno v sfero čudežnega
- Narečne besede: hupkač – smrdokavra, dečkec – deček, dokeč – dokler
- Srečen konec